# Згін населення з Правобережної України в Лівобережну (1711—1712)
Згін населення з Правобережної України в Лівобережну (1711—1712) — насильне переселення (депортація) мешканців Правобережної України в Лівобережну (Гетьманщину), яке було проведено московською владою за наказом Петра І.
Згін населення з площі близько 35 000 кв² проведений наприкінці грудня 1711 і в січні-лютому 1712. За різними оцінками, було зігнано від 100 до 200 тисяч мешканців.
Рішення про згін було наслідком втрати Москвою правобережжя Дніпра внаслідок укладення Прутського миру.
Також існує пояснення, що рішення прийнято у відповідь на нелояльне ставлення українців Правобережжя до московської влади, і що такому рішенню передували перехід Івана Мазепи та запорожців на бік шведського короля Карла ХІІ під час Північної війни в Україні (1708 р.), а також велика підтримка населенням та козацькими полками гетьмана Пилипа Орлика під час його походу на Правобережну Україну (1711 р.).
Згін був добре спланований. Загальну відповідальність за його проведення ніс фельдмаршал Борис Шереметєв, безпосередньо ж провів генерал Карл Евальд фон Ренне, в розпорядженні якого при цьому був кавалерійський корпус з п'яти полків та деякі нерегулярні військові частини.
За задумом Бориса Шереметєва, лівобережне козацьке військо мало допомогти переганяти населення, проте жоден з документів не засвідчує його участі. Це наводить на думку, що лівобережний гетьман Іван Скоропадський свідомо уникав участі у згоні, не бажаючи зіткнути лівобережне козацтво з правобережним, а також розумів, що влаштування зігнаних у Лівобережній Україні є справою надзвичайно складною. Це не завадило йому на початку згону, на прохання Шереметєва, звернутися до населення Правобережжя з універсалом, що закликав його переходити на лівий берег Дніпра.
Активністю у здійсненні згону відзначився правобережний білоцерківський полковник Антон Танський. Допомогу Ренне надали ще два правобережних полковники — чигиринський Гнат Ґалаґан і брацлавський Григорій Іваненко.

## Передумови
Згін населення був часткою процесу боротьби за контроль над українською територією, розпочатого поразкою гетьмана Мазепи та короля Карла ХІІ під Полтавою в 1709 р. Османська імперія, схвильована посиленням Московського царства, в листопаді 1710 р. оголошує йому війну.
Користуючись цією ситуацією, обраний після смерті Мазепи гетьманом Пилип Орлик, здійснює похід на Правобережну Україну, який через низку причин, закінчився невдачею.
Більша частина правобережних козаків та звичайних мешканців підтримала Орлика під час його походу, що призвело до їх подальшого переслідування московською владою.
Реакція московської влади вилилася в терор, оголошений як розправа над «винними», насамперед над козацькою старшиною.
Генерал-лейтенант князь М.Голіцин доносив Петру І з Боярки 24 квітня 1711 р.: «а которая старшина здешних заднепровских полков были при изменнике Орлике, которых могли мы сыскать, отсылаю в Киев; а многие еще не сысканы и тех велел сыскивать и отсылать по тому ж в Киев»
Петро І писав О.Меншикову з Яворова З травня: «Заднепровская Украина вся было к Орлику пристала, кроме Танского и Калагана, но оною ж изрядно наши вычистили»

### Зовнішньополітична ситуація
У 1710 р. Варшавський сейм нарешті ратифікував Вічний мир 1686, завдяки даній московською стороною обіцянці повернути Правобережжя Речі Посполитій найближчим часом. Ця ратифікація дала змогу Московському царству дипломатично закріпити за собою Лівобережжя та Київ і відкинути твердження, що вона володіє ними незаконно. Ці твердження були поширювані українським козацтвом (особливо орликівцями та запорожцями), Османською імперією і Кримським ханством.

### Виникнення ідеї переселення
Після походу Орлика московська влада почала обговорювати питання про необхідність примусового виселення мешканців Правобережної України на Лівобережжя щоб, у разі повторного нападу Пилипа Орлика, позбавити його можливої підтримки з їхнього боку. Не виключено, що ця ідея належала гетьману Івану Скоропадському.
З листа київського губернатора Д.Голіцина до Скоропадського від 8 березня 1711 р. відомо, що Скоропадський для початку запропонував зігнати на лівий берег Дніпра жителів міст Корсуня, Кальниболот, Лисянки та Чигирина (та навколишніх сіл), в напрямі яких рухався Пилип Орлик, і при цьому «жилья их … попалити и пусто оставляти».
2 травня 1711 р. київський губернатор князь Д.Голіцин нагадав Скоропадському листом, надісланим з Києва, що він, гетьман, «о изгнании сегобочных людей еще зимою двоекратно до двора царского величества изволил писать, но токмо на оное резолюции не получил»
24 квітня М.Голіцин запитував листом з Боярки Петра І, що робити з населенням Правобережжя: дозволити йому далі тут перебувати чи «за Днепр выгнать, понеже бо сей бок, кроме Белоцерковского полку, весь был в измене. И ежели паки учинится приход неприятельский в здешний край, чтоб к нему такие лехкомысленные воры паки не пристали»

### Структура полків та території Правобережжя у 1711 р
На час згону 1711—1712 pp. Правобережжя адміністративне ділилося на сім полків, підконтрольних Московському царству і певною мірою Івану Скоропадському. На території Київського воєводства їх було п'ять (Білоцерківський, Богуславський, Канівський, Корсунський, Чигиринський), на території Брацлавського воєводства — два (Брацлавський, Уманський)
На початок 1711 полковниками були в Богуславському полку — Самусь (Самійло Іванович), у корсунському — Андрій Кандиба. Вони, разом з невизначеними полковниками Уманського та Канівського полку приєдналися до гетьмана Пилипа Орлика під час його походу на початку 1711 р., за що після відступу гетьмана були схоплені московськими військами.
Іншими полковниками у 1711 були — білоцерківський полковник Антон Танський, чигиринський Гнат Галаган, брацлавський Григорій (Григораш) Іваненко. Під час походу Орлика і після нього вони виступали на боці Московського царства. Вони також були активними виконавцями царського указу про примусове переселення з правого берега Дніпра на лівий.

## Рішення московської влади

### Наказ Петра I
23 вересня 1711 р. Петро I видав наказ, яким зобов'язував полковників Правобережжя («тогобочной заднепрской Украины») зі своїми полками перейти на Лівобережжя («в Малую Россию»). Указ був розісланий всім правобережним полковникам. Поява указу вмотивована в ньому тим, що Правобережжя «надлежит оставить полякам», згідно з вічним миром 1686 р.
Про згін ідеться в преамбулі й основній частині указу. Указ насамперед адресувався «полковникам с полковою, сотенною и рядовою козацкою старшиною ис козаки и протчими, в подданстве нашем верно быть желающими», тобто йшлося про козацтво всіх рангів і некозаків («протчие»). В основній частині сказано, що перехід на лівий берег Дніпра полковникам «накрепко повелевается» здійснити «немедленно».
З наказу зрозуміло, що перехід передбачався для козаків як обов'язковий, а для некозаків — як добровільний: царський уряд планував вирішити насамперед проблему правобережного козацтва, як організованої військової сили. Але подальші події переконують, що дозвіл добровільного переселення для цивільних людей мав лише заспокійливий характер: насправді переселення було застосовано до всіх мешканців.
Добровільність переселення не поширювалась на некозацьке населення, яке мешкало разом з козаками вздовж Дніпра від містечка Трахтемирова на півночі до гирла Тясмину — в районі, який за вічним миром мав бути безлюдний; в указі зазначено, що у цій місцевості «со всех местечек, сел и деревень обитателей перевесть в Малую Россию». У листуванні з Шереметєвим Петро I зазначав: «И которыя городы и места написаны в вечном миру с поляки быть пусты, оныя все сжечь и разорить»
Наказ націлював на перехід правобережців у лівобережні полки, «где кто пожелает, з женами и детми и с их движимыми пожитки». Також обіцялась для старшини компенсація майна: «А кто тамо какие свои маетности, хуторы и протчие заводы оставит, то от нас, государя, нашего царского величества в Малой России маетности получит також».
Лівобережна Україна (в ті часи також згадується як Мала Росія або Гетьманщина) у 1711—1712 pp. складалася з наступних полків: Гадяцького, Київського, Лубенського, Миргородського, Ніжинського, Переяславського, Полтавського, Прилуцького, Стародубського і Чернігівського.

### «Пункти» Шереметєва
До кінця листопада в напрямі реалізації царського указу нічого не було зроблено.
16 грудня Борис Шереметєв зазначав, що він «кушав с генералом Реном […] а после отъезда оставил господина генерала Рена, а что ему чинить предложено, тому даны пункты и вписано ниже сего»
- Пункт 1 зазначав «быти по указу в Белой Церкви или где случай покажет по вашему рассуждению.»
- Пункт 2 зазначав, кого саме треба висилати: «перешедших из малороссийских городов на сю сторону Днепра, как полковников, так и старшину и всех казаков, мужиков пашенных, выслати за Днепр», причому це має стосуватися усіх семи правобережних полків.
- Також в пункті 2 зазначалося, що мешканці мають бути позбавлені всіх припасів: «Немировскую крепость всю разорить, а жителей, казаков с их женами и с детьми, и с их пожитки выслать за Днепр. А которые тутошние обыватели идтить не похотят, тех оставить в Немирове, токмо у тех оставших как хлеб, так и сено все забрать и ничего не оставить того ради, дабы воевода киевский с своими адгерентами в оное место не вступил и довольство ни в чем не имел»
- Пункт 3 зазначав, що після цього війська повинні були підійти до Дніпра і одночасно переганяти за Дніпро всіх жителів «со всем, а крепости учиненные и жилище их разорить». Половина Білоцерківського полку мала на чолі з його обозним або одним із сотників чинити згін на північ від Білої Церкви — в районі Хвастова та в інших селах цього полку у напрямку Києва.
- Пункт 4 зазначав, щоб офіцери і солдати мають порядно ставитися до населення «дабы тем людям, кои за Днепр будут высылаться, никаких обид не чинили и выход не запрещали, и досаждения и непорядков не показывали, но во всем со оными ласкаво поступали»
- Пункт 5 передбачав, що після завершення перегону частина московського війська була зобов'язана стати, не руйнуючи фортець в Стариці, Ковсові, Лисянці, Ольшанці, Черкасах (нерегулярні війська), і також в Ольшанці, Богуславі, Корсуні й Каневі (драгунські полки) — щоб протистояти можливим нападам київського воєводи і запорожців або татар.
- Пункт 6 зазначав, що друга половина Білоцерківського полку повинна провести виселення й руйнування житла у придніпровській смузі — у містечках Крилові, Чигирині, Воронкові, Вужині, Боровиці, Сокільні, Мошнах, Трехтемирові і Ржищеві та в прилеглих до них селах. Однак розташовані в тій же смузі містечка Черкаси і Канів не мали бути зруйновані, оскільки у них війська певний час стоятимуть і далі.

Пункти Шереметєва дають підставу твердити, що згону підлягало все населення Правобережжя — і козаки, й цивільні (їм дозволялося не переходити за Дніпро, проте вони могли бути позбавлені майна). Особливе місце у висиланні відводилося Білоцерківському полкові, населення якого теж мало бути перегнане. Виселення повинно було охопити не всю, а тільки лівобережну (від Південного Бугу) Брацлавщину, а також всю південну Київщину.

### Універсал Скоропадського
На прохання Шереметєва гетьман Іван Скоропадський на початку січня 1712 р. видав універсал, що закликав жителів Правобережжя переходити на лівий берег Дніпра.
У гетьманському універсалі зазначено: «дабы той стороны Днепра украинных городов, також городков и сел около Немирова, Белой Церкви, Хвастова, Бряславля, Чигирина, Канева, Умани и около Богуславля обретающиеся казаки и жители, которые суть под державою его царского величества, шли в малороссийские городы з женами и з детми и с пожитки без всякого ослушания и отлагательства, нимало мешкая, оставив все свои жилища, несмотря зимнего сего наступающего времени … и естьли кто, из старшины и черни, також духовного и посполитого чина живущие на той стороне Днепра всякие жители того ево универсалу учинятся ослушны, то непременно войсками его царского величества ординованными согнаны будут и, яко ослушники и противники воли его царского величества, огнем, без всякого пощадения разорятся. И чтоб непременно имели переходить в последних числех сего месяца генваря и по последней мере до 15 числа февраля».
Універсал також зазначає, що згону підлягає все правобережне населення між Південним Бугом і Дніпром.

## Процес згону
В середині грудня у Білій Церкві було розміщено війська під керівництвом генерала Ренне (п'ять драгунських полків і нерегулярні військові формування, загальною кількістю 5-7 тис. осіб)
Згін розпочався у 20-х числах грудня 1711 p., можливо, після 25 грудня, коли Б.Шереметєв просив І.Скоропадського видати універсали. 30 грудня фельдмаршал доповідав з Києва Петру І: «Генерал Рен с 5 драгунскими полками и с нерегулярными на сей стороне Днепра высылку чинят». Але в січні висилка проводилася повільно, про що незадоволений Шереметєв доповідав Петру І.
Згін в основному відбувся в першій половині лютого 1712 p., тобто тоді, коли його передбачали універсали І.Скоропадського.
В історичних джерелах відсутня кількість зігнаного населення, але за розрахунками історика М.Крикуна йдеться про кількість від 125 тис.осіб до 197 тис.осіб. За підрахунком уряду Речі Посполитої було зігнано близько 100 тис. осіб.
За свідченнями спостерігачів того часу Правобережна Україна повністю знелюдила.
Процес не обмежувався виключно виселенням — військові загони руйнували і спалювали господарства мешканців (насамперед їхні житла), щоб вигнанці не могли повертатися назад, і вдавалися до реквізиції худоби та зерна.
Частина населення переховувалась від загонів, та намагались оселитися на тих самих місцях. Спроби переселених мешканці повернутися назад в подальші роки також заборонялися московською владою.

### Нові місця поселення
Свідчень про місця осідання вигнанців 1711—1712 pp. дуже мало, причому жодне з них, за винятком одного, не містить відомостей про чисельність вихідців. Відомо, що Білоцерківський полк осів на розташованій між Ірпенем і Дніпром території, яка входила до складу Київського полку.
Жодних свідчень про те, як приймали «перехідців» на Лівобережжі, виявити не вдалося. Напевно, їх там було полишено загалом напризволяще, організацією їх влаштування навряд чи серйозно тут займалися. Водночас московські урядові особи категорично забороняли їм повертатись у свої рідні місця. Однак уже 1712 р. розпочинається зворотний перехід на Правобережжя, який з кожним роком набирав усе більшого розмаху.
Київський полковник А.Танський оселив в одержаному Кобижській сотні за гетьманським універсалом селі Макіївці (на Лівобережжі) півтори тисячі переселених людей.
Так само було заселено поселення Чигириндібровської сотні Лубенського полку — розташовані поблизу містечка Вереміївки села Миклашівка і Погоріле, які після згону від гетьмана отримав Гнат Галаган. У документах згадується, що з 1665 p. у поселеннях Чигириндібровської сотні (містечках Вереміївці, Чигириндіброві, Городищі, Власівці, селах Жовнині, Максимівці та інших) від «татарского разоренья малолюдно было, а в 1712-м году согнанніе тамобочніе заднъпрские люде, когда в означенніе городки и села попереходили, стало быть в тих городках и селах многолюдно и козаков многое число поселилося».
Так само є згадки про переселення людей до сіл Мойсинці та Крутки Іркліївської сотні Переяславського полку.

## Наслідки
Згін мав міжнародний резонанс. Річ Посполита, що не відмовлялася від наміру знову запанувати на Правобережжі, яке їй формально належало, вимагала від Московського царства дозволу на повернення переселених.
Згін загалом збігся з відходом московських військ з Правобережжя, що знаменувало втрату його Московським царством. Османській імперії так і не вдалося створити тут козацьку державу. У 1714 р. Правобережжя повністю остаточно повернула собі Річ Посполита. Організованого козацтва вона у ньому не застала: козацтву згін завдав такого нищівного удару, після якого воно не в стані було відновитися.
А.Танський, і Г.Галаган, і Г.Іваненко були різною мірою винагороджені за вірну службу під час згону лівобережними маєтками. Також за гетьманським універсалом маєтки на Лівобережжі отримав і Б.Шереметєв — як компенсацію за втрачений ним на Правобережжі Смілянський маєток.

### Діяльність запорожців
На 1712 р. припадають згадки про перебування на Правобережжі запорожців. 2 вересня 1712 р. Б.Шереметєв з Любеча доповідав Петру І, що в районі Умані і Маньківки запорожці «конных и пехоты с 500 человек … молотят и мелют хлеб … до них бурлаки и иные гултяйство многие пристают и в оном показуется опасность чтоб в тех местах крепостей не утвердили». Про присутність на Правобережжі ворожих щодо Московського царства козаків у Київ, на Лівобережжя і в Петербург надходила інформація і в 1713 р. Наявність козаків з Молдавії і Запорізької Січі на Правобережжі мала для зігнаного звідси населення притягальну силу, спонукувала його до повернення у свої рідні місця; серед вигнанців жевріла надія, що ці козаки зможуть їх у разі потреби захистити. Це добре розуміли в московських урядових колах.
В донесенні Б.Шереметєва Петрові І, висланому з Прилук 11 квітня 1713 p., зазначається: «И ежели при тех местех запорожцы окоренятся … в том опасность есть такая, что ис сей стороны казаки будут уходить и не без труда от них будет»
Навесні та влітку 1712 р., на згарищах південної Брацлавщини та південної Київщини з'являються близько 4 тис. козаків, які відроджують полки в Умані, Корсуні та Чигирині.
Але вже у грудні 1713 р. 20 коронних корогв Речі Посполитої та кілька піших батальйонів каменецького каштеляна Калиновського виступили з Умані проти піших та погано споряджених сил запорожців. У сутичках під Погребищами, Немировим і Фастовим було вбито та страчено близько 1660 козаків.
Найбоєздатніші частини сердюків та кінних козаків у лютому 1714 р. віддали перевагу відступу на Лівобережжя, де вони прийняли владу Скоропадського.
Рештки запорожців, які не сподівались на помилування від царя, відійшли на південь, у засновану в татарських володіння Олешківську Січ.